# Mestobregma terricolor
Mestobregma terricolor är en insektsart som beskrevs av Rehn, J.A.G. 1919. Mestobregma terricolor ingår i släktet Mestobregma och familjen gräshoppor. Inga underarter finns listade i Catalogue of Life.